# خافير ميندوزا
خافير ميندوزا (بالإسبانية: Javier Mendoza)‏ (2 سبتمبر 1992 بتارتغال في الأرجنتين - ) هو لاعب كرة قدم أرجنتيني في مركز الوسط. لعب مع جيمناسيا لابلاتا.

## وصلات خارجية
- خافير ميندوزا على موقع قاعدة بيانات كرة القدم.إي يو (الإنجليزية)
- خافير ميندوزا على موقع Soccerway.com (الإنجليزية)